# Márkos Kyprianoú

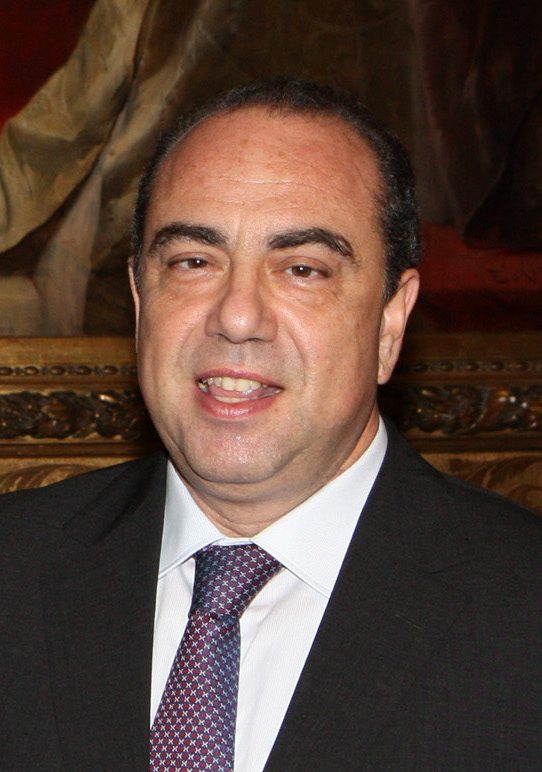
Márkos Kyprianoú (2010)

Márkos Kyprianoú, griechisch Μάρκος Κυπριανού [ˈmarkɔs kipriaːˈnu] (gesprochen Márkos Kiprianú, * 22. Januar 1960 in Limassol) ist ein zypriotischer Politiker. Von Februar 2008 bis August 2011 war er Außenminister seines Landes. Zuvor war er EU-Kommissar in Brüssel. Er ist der Sohn von Spýros Kyprianoú, des zypriotischen Präsidenten von 1977 bis 1988.

## Ausbildung
Er studierte Rechtswissenschaften an der Universität Athen und schloss dieses Studium anschließend am Trinity College der University of Cambridge und an der Harvard University ab, mit je einem Master-Abschluss.

## Karriere in Zypern
1986–1991 war er Stadtverordneter Nikosias und seit 1986 Mitglied des Zentralausschusses der Demokratischen Partei Zyperns, nach 1990 war er zusätzlich im Politischen Ausschuss der Partei vertreten, von 1993 bis 1997 Präsident der Jugendorganisation und 1993 bis 1998 und 2001 des Exekutivbüros der Partei.
Seit 1991 saß er im zypriotischen Repräsentantenhaus. Am 1. März 2003 wurde er Finanzminister. Am 30. April 2004 trat er von allen diesen Ämtern zurück, weil er EU-Kommissar wurde. Vom 3. März 2008 bis 5. August 2011 war er Außenminister Zyperns.  

## Karriere in der Europäischen Union
Seit dem 1. Mai 2004 war er zusammen mit Michaele Schreyer Kommissar für Haushalt. Ab 18. November 2004 war er Kommissar für Gesundheit und Verbraucherschutz. Am 1. Januar 2007 gab er mit dem bulgarischen EU-Beitritt das Ressort Verbraucherschutz an die Bulgarin Meglena Kunewa ab. Am 28. Februar 2008 hat Kyprianou dem Präsidenten der Europäischen Kommission, José Manuel Barroso seinen Rücktritt mitgeteilt, um das Amt des Außenministers seines Heimatlandes in der Regierung von Staatspräsident Christofias anzutreten. In die nunmehr frei gewordene Position des EU-Kommissars rückte am 10. April 2008 Androulla Vassiliou nach.